# Thorin
Thorin Escut-de-roure (Thorin Oakenshield en l'original anglès) és un personatge literari de l'obra de J.R.R. Tolkien. És un nan de la Casa de Durin, i un dels protagonistes de la novel·la El Hòbbit.

## Biografia
Tolkien va adoptar els noms de Thorin del Dvergatal, la llista dels nans, al poema nòrdic antic "Völuspá", que forma part de l'Edda poètica.
Nascut l'any 2746 de la Tercera Edat, Thorin va néixer net del rei Thror del reialme dels nans d'Erèbor, però va haver de fugir a l'exili amb la resta de nans que van sobreviure l'ocupació de la Muntanya Solitària per part del drac Smaug. L'any 2770, quan només tenia cinquanta-tres anys (bastant jove per un nan) va participar amb la resta de nans expatriats en un fracassat intent de conquerir les mines de Mòria. Durant la batalla, a Thorin se li va trencar l'escut i va arrencar una branca d'arbre per defensar-se dels orcs, guanyant-se així el sobrenom d'"Escut de Roure"
Thorin va esdevenir rei a l'exili de la Casa de Durin amb el nom de Thorin II quan el seu pare, Thrain II, va morir.
A Èl Hòbbit, es relata com ell i dotze nans més del poble de Durin van a visitar en Bilbo Saquet per contractar-lo com a lladregot en una missió per recuperar el seu antic tresor del drac Smaug. Especialment desitjava la Pedra de l'Arca (Arkenstone), una gemma de valor incalculable.
Guiats pel mag Gàndalf, els tretze nans i el hòbbit van arribar a la Muntanya Solitària i Bilbo va poder robar la Pedra de l'Arca. Thorin però, es va indignar quan Bilbo la va entregar al rei dels elfs Thranduil que també reclamava el tresor. El conflicte es va interrompre per un atac d'orcs i wargs, de manera que els nans van haver de sumar-se als elfs i als homes del llac en el que es coneixeria com La batalla dels Cinc Exèrcits.
Durant la batalla Thorin va ser mortalment ferit, però abans d'expirar va fer les paus amb Bilbo elogiant la valentia i el bon esperit del hòbbit. Les seves últimes paraules van ser: "Si més de nosaltres valoressim el bon menjar i l'alegria i les cançons més que l'or, viuríem en un món més feliç. Adéu."
Va ser enterrat amb l'espasa èlfica Òrcrist, i amb la Pedra de l'Arca al seu costat.

## Genealogia de la Casa de Durin a la Fi de la 3a Edat
```
                               
Durin l'immortal

                                      :
                                    
Nain II

                                      |
                    -----------------------------------
                    |
                 
Dain I
                             
Farin

                    |
             ---------------------               --------------
             |         |               |            |
           
Thror
     
Fror
      
Gror
           
Fundin
        
Groin

             |               |            | 
             |           ---------     -------
             |           |       |     |     | 
           
Thrain
              
Náin
        
Balin
  
Dwalin
  
Óin
  
Glóin

             |                               |
       -------------------       |                             
Guimli
     
       |        |       |                  
     
Thorin
   
Frerin
    
Dis
    
Dain II
              Els nans 
Bifur
, 
Bofur
,
 (Escutderoure)          |  (Peudeferro)            
Bombur
, 
Dori
 i 
Ori
 també
                      ------                        pertanyien a la casa de
                      |                        Durin, tot i que el seu
                     
Fili
 
Kili
                      parentiu era més distant
```